# Última rumba en La Habana
Última rumba en La Habana (Nueva York, 2001) es una novela del escritor y periodista disidente cubano Fernando Velázquez Medina, nacido en La Habana en 1951. 
Fue publicada por el periódico hispano Hoy, de la cadena Tribune, con una portada del artista colombiano Juan Arango.
Enmarcada dentro del llamado realismo sucio latinoamericano (encabezado por el escritor cubano Pedro Juan Gutiérrez), según el crítico y poeta español Pablo Martínez Zarracina en un artículo sobre literatura cubana, es considerada uno de los referentes de esta corriente, junto a Trilogía sucia de La Habana, de Gutiérrez. 
La investigadora española Beatriz Calvo, en el libro Guayaba Sweet: Literatura cubana en Estados Unidos situó Última rumba en La Habana junto a una obra de Daína Chaviano y otra de Zoe Valdés, entre los libros más destacados de escritores exiliados sobre la situación de la mujer en Cuba. 
La novela fue traducida al italiano por el escritor Marino Magliani para la editorial Il Canetto, de Génova. También fue finalista del Premio Mario Lacruz para primera novela, cuyo jurado estuvo presidido por el Premio Cervantes Juan Marsé.

## Argumento
El libro trata de la vida de una estudiante de arquitectura devenida "jinetera", las tristemente famosas prostitutas cubanas que atienden solo a extranjeros. La joven cuenta, en un largo monólogo, fragmentos de su vida, comenzando con sórdidos y violentos episodios de su niñez en el barrio habanero de Jesús María. Con una visión nihilista de la sociedad cubana, el autor persigue a su personaje tanto por los barrios populares como por los de la alta jerarquía cubana, los hoteles de lujo y la cárcel. Un viaje por el paraíso perdido que nunca existió. El discurso es roto en ocasiones por inserciones de cuentos, poemas, conversaciones telefónicas imaginarias y otros recursos.

## Personajes
Se destaca a lo largo del texto la mención reiterativa del nombre de Delfín, el primer amor adolescente de la protagonista, por quien esta llegó hasta el asesinato. También se destacan La Manca, una amiga del personaje principal, y Juan El Muerto, de fugaz aparición, pero importante por ser la víctima del asesinato que comete la prostituta cuando era niña. Como ocurre en Manhattan Transfer, de John Dos Passos, pululan por la novela decenas de personajes que entran y salen, como si fueran extras en una película, sobresaliendo algunos personajes reales de la intelectualidad y la disidencia cubanas.

## Tema
La novela ahonda en la amoralidad y espíritu de transgresión que florece en una juventud que enfrenta una sociedad amoral, contando tres días en la vida de una prostituta cubana que culminan con el alzamiento popular que tuvo lugar en La Habana en agosto de 1994. El sentido de extrañamiento, el racismo inherente a toda dictadura, la falta de esperanza y el impulso irracional de abandonar el país a como dé lugar, junto a los referentes culturales y lingüísticos utilizados, crean una atmósfera alucinante que culmina con un estallido de violencia contado por un personaje anónimo, innombrado, como la protagonista de la cual nunca se conoce el nombre real.

## Recepción
Aunque el libro fue recibido con un gran silencio en la comunidad cubana, sobre todo en los diarios de Miami con influencia cubana, no ocurrió igual entre intelectuales latinoamericanos residentes en Estados Unidos. La revista literaria dominicana Abecedario entrevistó al autor. El diario La Opinión de Los Ángeles publicó una reseña elogiosa. Otros diarios, como Hoy, de Nueva York, y La estrella, de Dallas, reseñaron el libro, citando al autor en la página digital Rinconete, del Instituto Cervantes, como uno de los nuevos escritores del boom cubano. 
También el periódico ABC de Madrid publicó un artículo en que el escritor Norberto Fuentes ubicaba al autor de Última rumba en La Habana entre los más relevantes literatos exiliados. 
Con posterioridad, el investigador y profesor Gustavo Pérez Firmat, catedrático de Columbia University, menciona al autor entre las figuras del realismo sucio cubano, en una reseña sobre el centenario de la novela clásica cubana Las honradas de Miguel de Carrión.
En septiembre de 2017 la investigadora italiana Roberta Tennenini, de la Universidad Jean Jaures (Toulousse, Francia), publicó un análisis sobre la novela, en la Revista de Estudios Hispánicos Pasavento.